# Lilastjärtad dvärgparakit
Lilastjärtad dvärgparakit (Touit batavicus) är en fågel i familjen västpapegojor inom ordningen papegojfåglar.

## Utseende och läte
Lilastjärtad dvärgparakit är en liten papegoja i svart och grönt med lilafärgad stjärt. Flyktlätet är ett skärande eller spinnande skri.

## Utbredning och systematik
Fågeln förekommer från norra Venezuela till Guyanaregionen och Trinidad och Tobago. Den behandlas som monotypisk, det vill säga att den inte delas in i några underarter.

## Levnadssätt
Lilastjärtad dvärgparakit är en generellt ovanlig fågel i regnskogsområden. Ofta hittas den flygande högt i stora flockar. Fågeln födosöker i trädtaket på jakt efter blommor och frukt.

## Status och hot
Arten har ett stort utbredningsområde, men tros minska i antal, dock inte tillräckligt kraftigt för att den ska betraktas som hotad. Internationella naturvårdsunionen IUCN listar arten som livskraftig (LC).